# Olszówka (Bielsko-Biała)

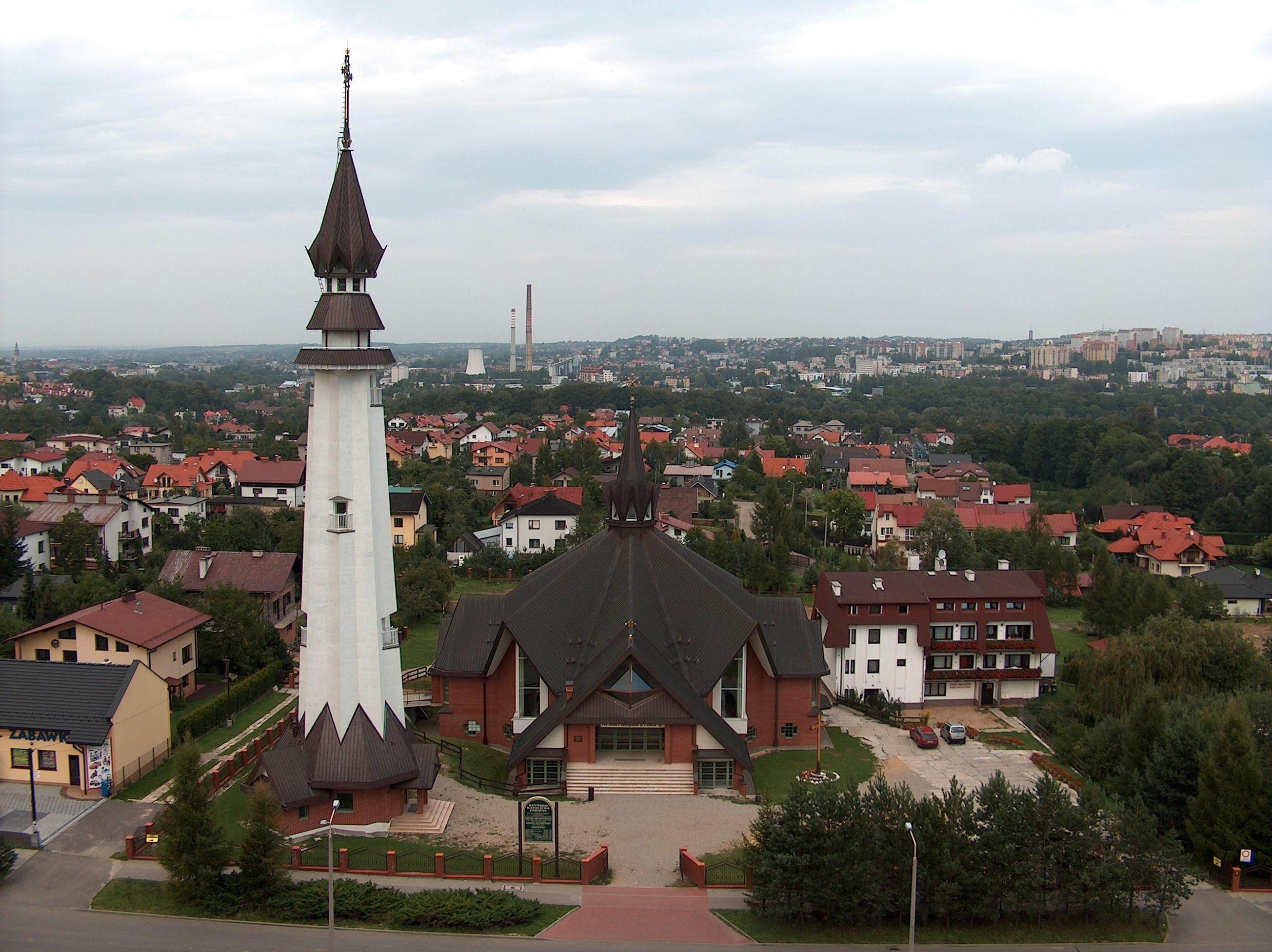
Ortsblick

Olszówka (deutsch Olisch oder Ohlisch) ist ein Stadtteil von Bielsko-Biała in der Woiwodschaft Schlesien in Polen.

## Geographie
Olszówka liegt an der Grenze des Schlesischen Vorgebirges (Pogórze Śląskie, im Norden) und der Schlesischen Beskiden (Beskid Śląski, im Süden), am Bach Olszówka, etwa 4 km südwestlich des Stadtzentrums.
Historisch wurde Olszówka in zwei Teile geteilt: Olszówka Dolna (Nieder-Ohlisch) und Olszówka Górna (Ober-Ohlisch).
Im Jahr 1910 hatte Olszówka Dolna (Nieder Ohlisch) eine Fläche von 98 ha und Olszówka Górna von 1454 ha.

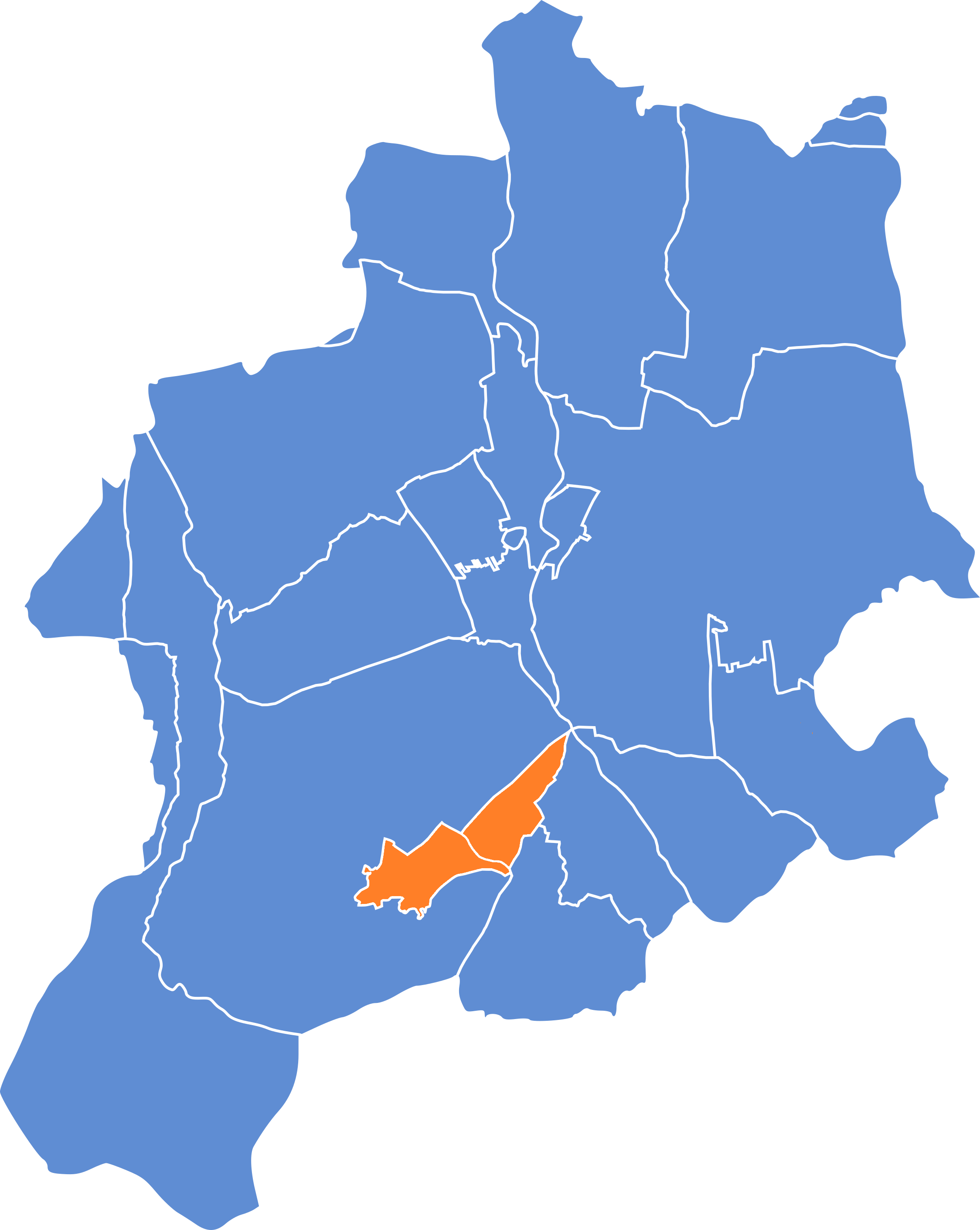
Historisches Olszówka (orange)
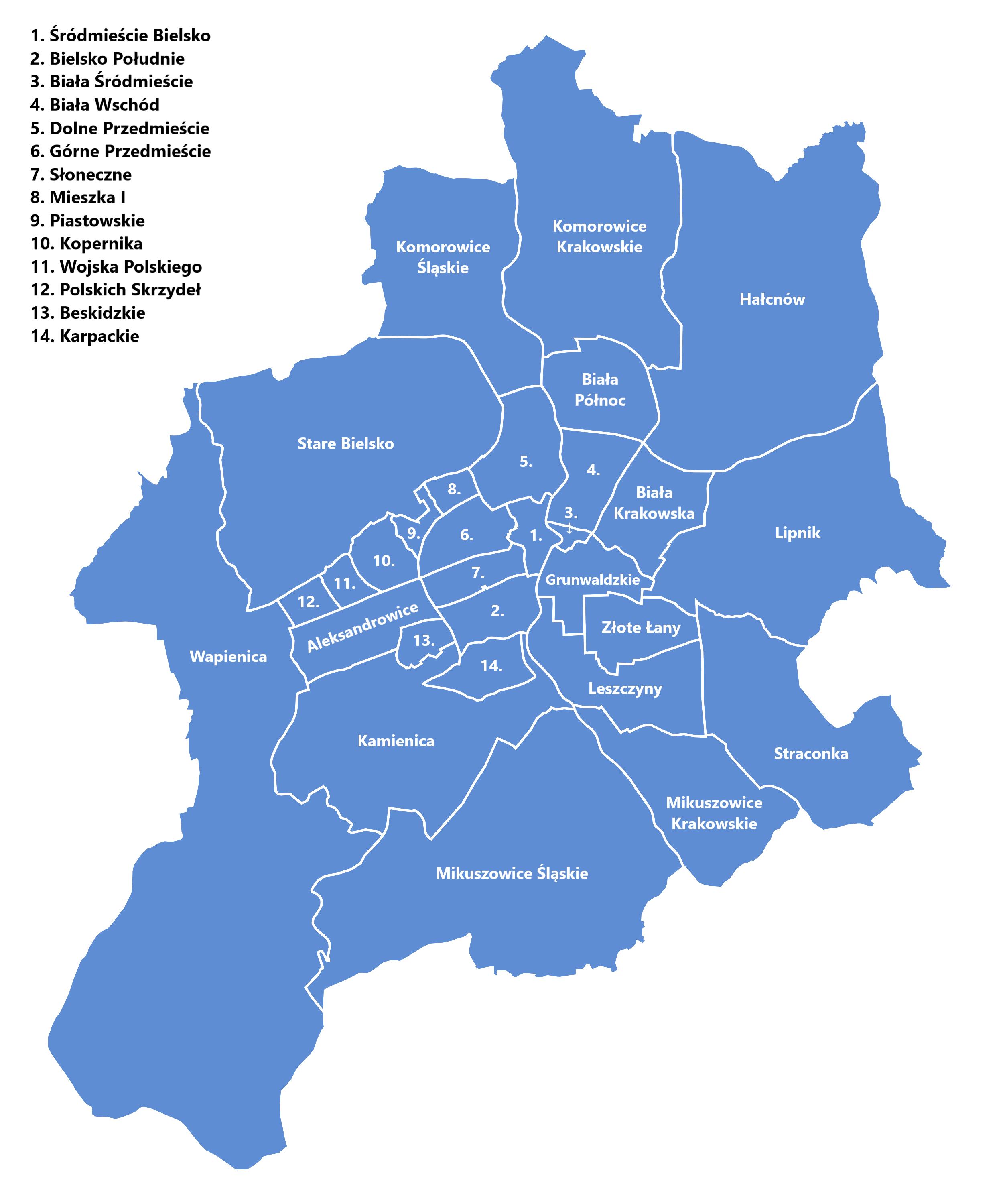
Heutige Stadtteile (Osiedla)

## Geschichte
Der Ort liegt im Olsagebiet (auch Teschener Schlesien, polnisch Śląsk Cieszyński).
Olszówka Górna entstand auf dem Grund von Kamienica. Olszówka Dolna wurde wahrscheinlich von Bielitz-Bewohnern gegründet. Sie wurden 1570 erstmals urkundlich erwähnt. Der Name Olszówka ist abgeleitet von Erlen (polnisch olsza). Sie gehörten zur Herrschaft Bielitz (seit 1754 Herzogtum Bielitz).
Nach der Aufhebung der Patrimonialherrschaften wurde Olszówka Dolna ein Teil der Gemeinde Mikuszowice (Nickelsdorf), während Olszówka Górna der Gemeinde Kamienica, Österreichisch-Schlesien, Bezirk und Gerichtsbezirk Bielitz zugeschlagen wurde.
Im Jahr 1910 hatte Olszówka Dolna 541 Einwohner, 93,8 % waren deutschsprachig, 6,3 % polnischsprachig, 47,3 % waren evangelisch, 44,4 % römisch-katholisch, es gab 44 (8,1 %) Juden. Olszówka Górna hatte 201 Einwohner, 87,1 % waren deutschsprachig, 12,9 % polnischsprachig, 62,2 % waren römisch-katholisch, 36,3 % evangelisch, es gab 3 (1,5 %) Juden. Sie gehörten zur Bielitz-Bialaer Sprachinsel.
1920 nach dem Zusammenbruch der k.u.k. Monarchie und dem Ende des Polnisch-Tschechoslowakischen Grenzkriegs kamen sie zu Polen. Unterbrochen wurde dies nur durch die Besetzung Polens durch die Wehrmacht im Zweiten Weltkrieg.
Sie wurden als Teile von Kamienica und Mikuszowice von der Stadt Bielsko-Biała eingemeindet (1969 und 1977).